# HD 119752
HD 119752，又名CD-25 9972，SAO 181931、HR 5167，是一颗恒星，视星等为5.81，位于銀經317.84，銀緯35.18，其B1900.0坐标为赤經13h 40m 1.9s，赤緯-25° 35.18′ 51″。